# John Robinson (1er baronnet)
Pour les articles homonymes, voir John Robinson.
John Robinson, 1er baronnet, de Londres (10 janvier 1615 - février 1680) est un marchand et homme politique anglais qui siège à la Chambre des communes entre 1660 et 1667. Il est lord-maire de Londres en 1662.

## Biographie
Il est le fils de l'archidiacre William Robinson, qui est le demi-frère de l'archevêque William Laud et le neveu de William Webbe qui est lord-maire en 1591. Il est un marchand de la ville de Londres et membre de la Worshipful Company of Clothworkers. Il est l'un des assistants judiciaires de la Levant Company de 1651 à 1653 et de 1655 à 1656. Le 18 décembre 1655, il est élu échevin de la ville de Londres pour le quartier de Dowgate. Il est maître de la Clothworkers Company en 1656. Il est shérif de Londres de 1657 à 1658. En 1658, il devient échevin du quartier des Cripplegate. Il devient colonel du Green Regiment en 1659, occupant le poste jusqu'en 1680.
En 1660, Robinson est élu député de la ville de Londres au Parlement de la Convention. Il est fait chevalier le 26 mai 1660 et le 22 juin 1660, il est fait baronnet. Il est lieutenant de la tour de Londres de 1660 à 1680 et devient vice-président de la Honourable Artillery Company en 1660.
En 1661, Robinson est élu député de Rye au Parlement cavalier. Il devient président de la Honorable Artillery Company en 1661 et reste jusqu'en 1680. En 1662, il est élu lord-maire de Londres. En 1663, il devient échevin du quartier de la tour Tower. Il fait partie du comité de la Compagnie des Indes orientales de 1666 à 1667, de 1668 à 1674 et de 1675 à 1677. En 1670, il devient sous-gouverneur de la Compagnie de la Baie d'Hudson.
Robinson est remplacé par John Robinson, 2e baronnet.